# Физкультура и спорт в СССР
Физкультура и спорт в СССР занимали важное место в жизни советского общества. Этой сфере уделялось большое внимание на самом высоком государственном уровне. Физической культуре и спорту в СССР придавалось очень большое значение. Спорт пропагандировался везде, где только можно, с помощью плакатов, телевидения, в советской прессе.
При Совете Министров СССР был создан Спорткомитет — центральный орган государственного управления, осуществлявший руководство в сфере физической культуры и спорта в СССР в 1968—1991 годах.
Согласно Конституции СССР и Закону Союза Советских Социалистических Республик от 5 июля 1978 года «О Совете министров СССР», комитет являлся постоянным союзно-республиканским органом при советском правительстве (Совете Министров СССР). В период с 1986 по 1991 годы Спорткомитет СССР имел статус государственного комитета.

## Центральные органы управления в сфере физической культуры и спорта в СССР
В августе 1920 года при Главном управлении всеобщего военного обучения (Всевобуч) Народного комиссариата по военным делам РСФСР был учреждён Высший совет физической культуры — межведомственная комиссия в составе представителей Всевобуча, народных комиссариатов просвещения и здравоохранения, профсоюзов, РКСМ и спортивно-гимнастического общества.
В 1923 году этот совет был передан в ведение ВЦИК и стал называться Высшим советом физической культуры при ВЦИК под председательством Н. А. Семашко с 1923 по 1926 годы. Это было сделано для согласования и объединения научной, учебной и организационной деятельности различных ведомств и организаций РСФСР по физическому воспитанию и развитию трудящихся.
Согласно постановлению президиума ЦИК СССР от 3 апреля 1930 года на базе этого ведомства был образован Всесоюзный совет физической культуры при ЦИК СССР (ВСФК) под председательством Н. К. Антипова с 1930 по 1934 годы. В 1931 году на 2-м пленуме ВСФК было 76 человек. В президиум ВСФК СССР были избраны: Антипов, Енукидзе, Ягода, С. Каменев (РККА), Косарев, Григорьев, Жолдак (КСИ), Курц, Ещин, Аболин, Есаян, Шарипов, Кальпус (РККА), Мессинг, Крыленко, Василенко (УССР), Пронина («Трёхгорка»), Кулов, Семашко и Малиновский (ОАХ), Каныгин, Цалкин, Иванов (Ленинград, «Красный путиловец») и по одному месту предоставлено Москве и Ленинграду. Кандидатами были избраны: Лев, Манцев, Магитон, Коган (НКздрав), Привис (УССР), Тресковский (БССР) и представитель от Ленинграда.
21 июня 1936 года совместным решением ЦИК и Совнаркома ВСФК был упразднён, а на его базе был создан Всесоюзный комитет по делам физической культуры и спорта при СНК СССР (с 1946 года — при Совмине), который просуществовал до 1953 года. На этот комитет были возложены задачи руководства всей физкультурно-спортивной работой в СССР, в том числе руководство и контроль в области подготовки физкультурных кадров, строительства и использования спортивных сооружений, производства и распределения спортивного инвентаря. Его структурными подразделениями являлись секретариат, научно-методический совет, а также ряд управлений: международных связей, организационной работы, учащейся молодёжи, массовых видов спорта, водных и прикладных видов спорта, спортивных игр, футбола; отделы: агитации и пропаганды, статистики, капитального строительства, шахматно-шашечный, врачебного контроля.
15 марта 1953 года постановлением Совмина СССР Спорткомитет СССР был упразднён с передачей его функций Главному управлению по физической культуре и спорту при Министерстве здравоохранения СССР.
11 февраля 1954 года Всесоюзный комитет по делам физической культуры и спорта был восстановлен, но 1 марта 1959 года он был упразднён вновь, и уже окончательно. Центральное спортивное ведомство перестало существовать, а руководство физкультурной и спортивной работой в стране была возложено на общественные организации, в частности, на Союз спортивных обществ и организаций СССР, созданный на учредительном Пленуме 18 апреля 1959 года.
По прошествии десятилетия в связи с неспособностью общественных организаций наладить нормальную работу в спортивной сфере постановлением ЦК КПСС и Совета министров СССР № 826 от 17 октября 1968 года был образован союзно-республиканский Комитет по физической культуре и спорту при Совете министров СССР.
Он был воссоздан для руководства физическим воспитанием в стране, проведения всесоюзных спортивных мероприятий и контроля за спортивными соревнованиями, для подготовки и распределения физкультурных кадров, координации планов производства и распределения спортивного инвентаря и оборудования и строительства спортивных сооружений, а также для осуществления международных связей.
Данный комитет просуществовал в неизменном состоянии 18 лет. 11 февраля 1986 года указом Президиума Верховного Совета СССР он был преобразован в союзно-республиканский Государственный комитет СССР по физической культуре и спорту.
Окончательно всесоюзное ведомство по делам спорта, претерпев ряд изменений, было ликвидировано постановлением Государственного Совета СССР от 14 ноября 1991 года.

## РСФСР и СССР на международной спортивной арене

### 1920—1922: Отказ от участия в международном олимпийском движении и начало международного рабочего спортивного движения
В результате революционных событий 1917 года в России и связанного с ними революционного подъёма в странах Европы и Азии, а также в связи с окончанием Первой мировой войны, началось возрождение рабочих спортивных организаций, расформированных в годы войны, и создание новых. Особенно интенсивно это возрождение происходило в Германии. К 1920 году международное рабочее спортивное движение уже насчитывало в своих рядах около 1 млн. человек во всём мире.
В 1920 году в швейцарском городе Люцерне по инициативе бельгийских, немецких и французских социал-демократов при участии делегатов от рабочих спортивных организаций Англии, Бельгии, Германии, Чехословакии, Швейцарии, Финляндии и Франции был создан Люцернский спортивный интернационал (ЛСИ). Чтобы сохранить своё влияние в рабочей среде, руководители ЛСИ были вынуждены прибегать к революционным лозунгам. В декларации о создании ЛСИ было записано:
Рабочее спортивное движение не менее важно, чем профсоюзное, политическое и кооперативное движение рабочего класса. В области физкультуры во всех странах надо тоже вести борьбу против капитализма, национализма и милитаризма.
Но в отношении к физкультурному движению Советской России позиция ЛСИ была однозначно враждебной, что стало главной причиной раскола международного рабочего спортивного движения. В годы революционного подъёма (1918—1923) в рабочих спортивно-гимнастических организациях Болгарии, Испании, Италии, Норвегии, Франции, Чехословакии и других стран часть их членов выступила против враждебной политики в отношении Советской России.
В такой обстановке 12 июля 1921 года в Москве состоялся III конгресс Коминтерна, который призвал революционную часть пролетарских спортсменов «вырвать большое количество юношей из-под идейной зависимости буржуазии или социал-соглашателей и поставить их под общее Красное Знамя трудящихся». Через неделю в Москве состоялся I Международный конгресс представителей революционных рабочих спортивных организаций России, Италии, Германии, Франции, Чехословакии, Скандинавских стран, Голландии, на котором 23 июля 1921 года был создан Международный союз красных спортивно-гимнастических организаций, или Красный спортивный интернационал (КСИ).
Красный спортинтерн был частью физкультурного движения в Советской России, ориентированного на физическую подготовку молодёжи к службе в Красной армии. Знание основ рабочего физкультурного движения и деятельности КСИ было требованием на получение значка «ГТО». Красный спортинтерн проводил спартакиады в противовес буржуазным Олимпийским играм, проводимым Международным олимпийским комитетом (МОК).
Цель Олимпийских игр — показание успехов физической культуры и выявление рекордных достижений в области чисто индивидуалистического спорта. В противовес Олимпийским играм буржуазно-капиталистических стран Красный спортинтерн устраивает Международные рабочие спортивные праздники (спартакиады), ставящие своей целью пропаганду физической культуры как средства оздоровления пролетариата и классового воспитания рабочих масс. Помимо отдельных спортивных соревнований, здесь выдвигаются массовые выступления. Первая Всесоюзная спартакиада с участием иностранных гостей состоялась в 1928 году в Москве. В 1932 году происходила Всемирная спартакиада Красного спортинтерна…— Энциклопедия Граната (1932)
Всего было проведено 3 летних и 1 зимняя спартакиады.
В 1921—1927 годах председателем КСИ был один из организаторов Октябрьской революции в России, зампредседателя Петроградского военно-революционного комитета по руководству Октябрьским вооружённым восстанием, Николай Подвойский.
В 1924 году проходил III конгресс Красного спортивного интернационала.
В апреле 1937 года КСИ был распущен Коминтерном.
Как отмечает Джеймс Райордэн, ЛСИ возражал не против идей Кубертена, а против самих Олимпийских игр, противопоставив им Рабочие олимпиады по следующим причинам:
1. По мысли идеологов Спортинтерна «буржуазные» Олимпийские игры способствовали соперничеству между народами по национальному признаку, в то время как Рабочие олимпиады, якобы, способствовали делу интернационализма, пролетарской солидарности и мира.
2. Поскольку Олимпийские игры ограничивали спектр соревновательных дисциплин только спортивными соревнованиями, а Рабочие олимпиады не являлись в строгом смысле слова спортивным событием, поскольку ставили акцент на массовости участия в нём представителей других сфер деятельности и творчества, в частности: чтение поэзии и песенные конкурсы, спектакли и артистические постановки, политические лекции, театрализованные конкурсы.
3. Олимпийские игры критиковались за якобы участие в них детей богатых и привилегированных из-за того, что, во-первых, этому, якобы, способствовали олимпийские правила о том, что спорт должен быть любительским и, во-вторых, из-за «доминирования буржуазии» в национальных олимпийских комитетах. Рабочие олимпиады должны были быть направлены «против всех видов шовинизма, половой дискриминации, расизма и социальной исключительности», «подчёркивали интернационализм, дружбу, солидарность и мир».
4. Руководство Спортинтерна не верило в Олимпийский дух подлинного любительского спорта и в то, что взаимопонимание между нациями может быть достигнуто в движении, которым правит буржуазно-аристократическое руководство.

Кроме того, МОК запретил странам, проигравшим в Первой мировой войне, участвовать в летних Олимпийских играх 1920 года (Германии даже в играх 1924 года), но Рабочие Олимпиады были открыты и для «врагов».
ЛСИ критиковал МОК и за то, что в Олимпийских играх фактически участвовали только представители привилегированных классов. Кроме того, доминировавших в руководстве олимпийского движения аристократов обвиняли в «отсутствии истинного олимпийского духа». Барон Пьер де Кубертен, основатель МОК, всегда выступал против участия женщин и считал, что белые европейцы культурно превосходят другие расы.
Первая неофициальная Рабочая олимпиада. в которой приняло участие 13 стран, прошла в 1921 году в Праге (Чехословакия). Однако, команда Советской России, не была допущена и на Рабочую олимпиаду ЛСИ.

### 1923—1937: Период становления советского спорта
I (официальная летняя) Рабочая олимпиада состоялась в 1925 году во Франкфурте-на-Майне (Германия). Участие в ней приняли спортсмены-рабочие из стран, где рабочее спортивное движение было организовано под руководством союзов и клубов, входивших в ЛСИ. Но и на I официальную Рабочую олимпиаду не были допущены представители КСИ, образованного в 1921 в Москве, в который входили и спортивные организации СССР. На предложение КСИ провести объединённые игры ради единства рабочего спорта ЛСИ ответил отказом. Однако на состязания во Франкфурт без приглашения прибыли представители КСИ. Они привлекли к себе внимание высокой самоорганизацией и внешней привлекательностью даже Пьера де Кубертена.
Приезжали зарубежные спортсмены и в СССР. Большое число иностранных рабочих-спортсменов из Германии, Чехословакии, Норвегии, Финляндии, Латвии присутствовали в СССР на празднике физической культуры в честь 10-й годовщины Октябрьской революции. Несмотря на запреты руководителей ЛСИ, в 1928 году во Всесоюзной спартакиаде в Москве приняло участие более 600 иностранных спортсменов-рабочих из 12 стран мира. За это, а также за активную борьбу за единство международного рабочего спортивного движения руководители ЛСИ исключили многих спортсменов из секций своей организации.
В 1931 году в честь 10-летней годовщины КСИ было решено провести в Берлине Международную рабочую спартакиаду. В заключительной части соревнований выразило желание принять участие около 100 тыс. спортсменов из разных стран мира, но социал-демократическое правительство Германии запретило проведение этого мероприятия в Берлине.
III Международная рабочая олимпиада 1937 года в Антверпене была самым значительным событием в международных спортивных связях СССР. В ней приняло участие около 14 000 спортсменов из 15 стран. Спортивная делегация СССР включала свыше 100 спортсменов. Советские атлеты тогда показали ряд результатов на мировом уровне, отчего авторитет советского спорта за рубежом значительно вырос. Советскими спортсменами были одержаны победы в лёгкой и тяжёлой атлетиках, боксе, гимнастике, футболе, плавании. Их имена затем вошли в мировую историю спорта: боксеры В. Михайлов, Н. Королёв, Л. Темурян, легкоатлеты Н. Озолин, С. Знаменский, М. Шаманова, штангисты К. Назаров, Я. Куценко, Н. Шатов, А. Божко, М. Касьяник, Г. Попов, гимнаст Н. Серый, пловец С. Бойченко, футболист Н. Старостин.
Но первыми международными спортивными соревнованиями, в которых участвовал СССР, были не только Рабочие Олимпийские игры и Спартакиады.
В сентябре 1922 года состоялась первая международная встреча советских спортсменов, по приглашению Замоскворецкого спортивного клуба в Москву приехала футбольная команда Рабочего спортивного союза Финляндии (ТУЛ). Тогда это событие всколыхнуло всю московскую спортивную общественность. Всего было сыграно 4 матча, 3 — в Москве, на последнем из которых присутствовало 8 000 зрителей (для того времени это была очень внушительная цифра), московские футболисты победили со счетом 7:1. А последний, 4-й матч, состоялся в подмосковном Орехово-Зуеве и закончился в пользу орехово-зуевцев со счётом 10:5.
В 1923 году сборная команда РСФСР по футболу впервые выехала за границу, где провела серию игр с командами Германии, Эстонии, Скандинавских стран. Даже западные газеты высоко отозвались о спортивных достоинствах советских футболистов, «…русские — игроки мирового класса».
В том же 1923 году два советских конькобежца, Яков Мельников и Платон Ипполитов приняли участие в Чемпионате Европы по конькобежному спорту и Чемпионате мира по конькобежному спорту в классическом многоборье, проводившихся в Норвегии и Швеции, где Яков Мельников даже стал бронзовым призёром Чемпионата мира, однако после этого советские конькобежцы вернулись к участию в международных чемпионатах лишь 30 лет спустя.
К 1926 году КСИ удалось перейти от единичных международных встреч к более частым, плановым. В основном это были встречи советской секции КСИ с секциями ЛСИ Австрии, Германии, Латвии, Финляндии. В 1926 году советские спортсмены приняли участие всего в 77 международных соревнованиях.
Однако, в целом с октября 1917 года и до 1946 года Советская Россия и созданный позднее СССР участвовали в мировом спортивном движении только по линии международного рабочего спортивного движения. СССР не участвовал ни в чемпионатах мира и Европы, ни в Олимпийских играх и не состоял в соответствующих международных спортивных организациях.
Причин тому было несколько, среди которых, как уже было видно, негативное отношение к СССР не только со стороны официальных властей капиталистических государств, но и даже со стороны западных социал-демократов. При этом, большинство руководителей международных спортивных организаций, историков, теоретиков и социологов буржуазных стран стояло на позициях изоляции, установления «санитарного кордона» против СССР.
Советские спортивные организации, которых в 1920—1930-е годы курировал КСИ (деятельность которого, в свою очередь, практически полностью зависела от позиции Коминтерна), также «платили взаимностью» буржуазной физической культуре, в том числе международному олимпийскому движению, которые считались противоречащими идеям интернационального коммунистического движения. Из материалов пленумов КСИ 1920—1930-х годов видно, что они были направлены на «разоблачение буржуазных олимпиад» 1924, 1928, 1932 и 1936 годов. При этом пиком негативного отношения советских спортивных организаций к Олимпийским играм того периода стало проведение летних Олимпийских игр 1936 года в нацистской Германии.
Руководители советского спорта не один раз отвечали отказами на попытки национальных олимпийских комитетов ряда стран установить спортивные контакты с советскими организациями. Так, в 1924 году Всесоюзный совет по физической культуре (ВСФК) получил приглашение от олимпийского комитета Франции принять участие в Играх VIII Олимпиады в Париже. Также была попытка привлечь наших спортсменов к участию в Играх X Олимпиады в Лос-Анджелесе. А также, ещё одна попытка была сделана национальными олимпийскими комитетами Японии и Финляндии, в которых предполагалось проведение летних и зимних Игр 1940 года. Причины отказа были разными, но, прежде всего считалась, что контакты с буржуазным спортом будут мешать международной пролетарской политике в интересах пролетариата.

### 1937—1946: Период репрессий против спортивных единоборств, гимнастики и оздоровительных практик восточноазиатского происхождения
С началом в 1937 году японо-китайской войны, практиковавшиеся в СССР с царских времён восточные боевые искусства (изучавшиеся главным образом, в Ленинграде, Москве и Владивостоке) без разбору были запрещены в директивном порядке. Причём, советские спортивные функционеры не разбирались идёт ли речь о японских боевых искусствах, или же об искусствах других азиатских стран, запрещалось всё подряд, как единоборства, так и оздоровительные практики. Доходило до курьёзов, поскольку, к примеру, в китайском искусстве ушу основой является цигун, по сути представляющая собой разновидность гимнастики и лечебной физкультуры, всё это было попросту запрещено, секции и кружки восточных единоборств были ликвидированы, а большая часть советских мастеров боевых искусств была репрессирована в 1937—1940 годах как «японские шпионы» (в числе прочих были арестованы и погибли в заключении В. С. Ощепков и Н. Н. Ознобишин, одни из патриархов советского самбо). В Большой советской энциклопедии первого издания (1931) содержалась достаточно подробная статья о джиу-джитсу где признавалось в частности, что «элементы джиу-джитсу включены в системы физической подготовки полиции и армии во всех странах мира. Отдельные приёмы джиу-джитсу включены в систему физподготовки РККА и рабоче-крестьянской милиции». Несмотря на это, джиу-джитсу было запрещено как и многое другое, прямо или косвенно связанное с Азией вообще и Японией в частности. Наставления по дзюдо, джиу-джитсу и другим боевым искусствам были изъяты из оборота. В отношении дзюдо так продолжалось до начала 1960-х (после того как в августе 1960 года на состоявшейся в Риме 57-й генеральной сессии МОК было принято решение включить дзюдо в перечень олимпийских видов спорта, советские спортивные чиновники в пожарном порядке из борцов и самбистов собрали сборную СССР по дзюдо, спешно переученных на новые правила. В 1962 году на чемпионате Европы по дзюдо впервые приняли участие советские спортсмены. До 1972 года существовала только сборная команда СССР по дзюдо, подготовка вне сборной не велась).

### 1946—1951: Кампания по борьбе с низкопоклонством перед Западом и вступление в МОК
С 1946 года национальные спортивные федерации СССР начали вступать в международные спортивные федерации и участвовать в первенствах мира и Европы. В 1946 году СССР был принят в состав МОК, одновременно с этим прекратил своё существование Социалистический рабочий спортивный интернационал, занимавшийся в довоенное время организацией альтернативных Олимпийским играм Рабочих олимпиад (КСИ был распущен ещё в 1937 году). Как и многое в советской внешней политике, этот процесс имел противоречивый характер, до этого МОК объявляли «буржуазной» структурой, обслуживавшей империалистические интересы. Теперь же торжественно провозглашалось о существовании олимпийского движения в СССР. Спортивная организация СССР влилась в международное олимпийское движение в 1951 году. 23 апреля 1951 года был создан Олимпийский комитет СССР, а 7 мая 1951 года он был признан на 46-й сессии МОК в Вене.
В 1951 году был создан Национальный олимпийский комитет СССР, который в том же году был признан МОК.
Включение СССР в мировое спортивное движение сразу отразилось на росте мастерства советских спортсменов, в 1948 году было улучшено 152 рекорда СССР, из которых более 10% были выше рекордов мира, а к 1958 году уже более 40% рекордов СССР превышали рекорды мира.

#### Чистка спортивной терминологии от иноязычных заимствований
Одновременно с началом в СССР в послевоенное время кампании по борьбе с «низкопоклонством перед Западом», начинается массовое переименование спортивных терминов и целых видов спорта. Терминология в большинстве видов спорта первоначально была целиком заимствованной, но власти «в связи с растущей популярностью» видов спорта требовали заменять «не всем понятные» названия ударов, движений, положений.
Так, само слово «бокс» переименовывать не решились, поскольку это название к тому времени уже долгое время было официальным названием олимпийского вида спорта, а СССР как раз приняли в МОК. Удары получили названия по структуре движения: хук стал называться боковым ударом, апперкот — ударом снизу, стрейт — прямым, свинг (размашистый дуговой удар) и оверхенд (встречный через руку) вообще перестали употреблять. Инфайтинг и аутфайтинг теперь соответственно называются ближним боем и боем на дальней дистанции. Однако многие термины остались по-прежнему английские: боксёр, ринг, рефери (хотя стали чаще употреблять словосочетание судья на ринге), кросс (перекрёстный встречный удар), спарринг (тренировочный бой), сайд-степ (удар с приставным шагом в сторону), нокаут, нокдаун, клинч, брэк и другие.
То же самое в ещё большей степени затронуло спортивную борьбу, до недавнего времени называвшуюся в России и в СССР «французской борьбой», в отличие профессиональной борьбы, именовавшейся «вольно-американской борьбой». В связи с происходящей политической кампанией, спортивную борьбу подразделяли на классическую и борьбу вольного стиля (последнюю, в свою очередь, в марте 1947 года подразделили на вольную борьбу и самбо, а в 1948 году официально переименовали приказом Всесоюзного комитета по делам физической культуры и спорта). Весь применявшийся до того лексикон борцовских терминов французского происхождения был спешно заменён на русские эквиваленты, суплес стал называться бросок прогибом, суплес-аван — передний пояс, суплес-арьер — обратный пояс, бра-руле́ — мельница, хотя борцы и тренеры как употребляли в устной речи для краткости слово суплес, так и продолжали его употреблять, несмотря на запреты. Многие термины оказались просто выброшены из спортивного лексикона, то есть они сохранились и им продолжали обучать наглядным образом («делай вот так», «повторяй за мной»), но самостоятельные свои названия эти приёмы утратили.
Футбол также избежал переименования, но многие термины тоже сильно удлинились: форварды, хавбеки и беки стали нападающими, полузащитниками и защитниками, корнер и пенальти — угловым и одиннадцатиметровым, а офсайд и вовсе положением вне игры. Зато гандбол (хандбол в 1920-х) в 1948 году стал «ручным мячом».

### 1952—1980: Период участия СССР в международном олимпийском движении
Впервые СССР принял участие в Олимпийских играх, проводимых МОК, в летних только в 1952 году в Хельсинки (Финляндия), а в зимних лишь в 1956 году в Кортина-д’Ампеццо (Италия).
СССР принимал всего одни Олимпийские игры, которые проводились в 1980 году в Москве, но западные державы приняли решение бойкотировать их в знак протеста против ввода советских войск в Афганистан в 1979 году. Точно так же СССР и большинство социалистических стран бойкотировали следующие летние Олимпийские игры в 1984 году в Лос-Анджелесе (за исключением Китая, Румынии и Югославии, при этом от Румынии официально выступала делегация национального олимпийского комитета). При этом официальной причиной бойкота стал отказ организаторов Олимпиады удовлетворить требование о предоставлении гарантий безопасности делегациям из СССР и других стран Варшавского договора. Вместо Олимпийских игр СССР и не принявшие в них участие социалистические страны провели альтернативные соревнования «Дружба-84». Самбо, которое на Олимпиаде-80 должно было присутствовать в качестве демонстрационного вида спорта, а с последующих игр стать полноправным олимпийским видом спорта наряду с дзюдо, так и осталось демонстрационным видом спорта, а впоследствии было лишено и этого статуса в официальной олимпийской классификации.

### 1980—1991: Период обоюдных бойкотов Олимпиад и заключительный этап существования советского спорта
Долгие годы советские спортсмены занимали лидирующие мировые позиции в хоккее, волейболе, борьбе, гимнастике, тяжёлой атлетике, шахматах.
Всего за свою историю СССР завоевал 473 золотых, 376 серебряных и 355 бронзовых олимпийских медалей и до сих пор (на 2016 год) занимает 2-е место в общем медальном зачёте.
После распада СССР на Олимпийских играх 1992 года в Барселоне спортсмены бывшего СССР соревновались в составе олимпийской сборной СНГ.

## Спортивные общества
Вся физкультурно-спортивная работа в СССР строилась через спортивные общества — спортивные организации, создаваемые для объединения работников всех министерств и ведомств, а также учащихся средних, средних специальных и высших учебных заведений в целях решения задач развития как массовой физической культуры, спорта и туризма, так и повышения мастерства спортсменов и достижения ими высших спортивных результатов.
Основными видами спортивных обществ в СССР были ведомственные спортивные общества и добровольные спортивные общества.

### Ведомственные спортивные общества
После выхода декрета от 18 апреля 1918 г. «Об обязательном обучении военному искусству» и постановления Совета Рабоче-Крестьянской обороны «Об организации всеобщего военного обучения трудящихся» (Всевобуч) стали организовываться многочисленные спортивные кружки, общества и организации. В 1921 году их уже были десятки, если не сотни. Всевобуч существовал до 1923 года. В первой половине 1920-х годов были созданы спортивные организации «Муравей» (Москва и Московская губерния), «Спартак» (Петроград, Украина, Закавказье), «Красный джигит» (Средняя Азия), «Красный молодняк» («Червоны маладняк», Белоруссия), «Юный спартак» (школьные спортивные кружки), «Комсомольский спортивный флот» (Татария). В 1923 создано Московское пролетарское спортивное общество «Динамо».
C начала 1930-х годов в СССР было создано несколько десятков спортивных обществ. Практически каждое министерство имело «своё» общество.
Несмотря на это, спортивные общества, все фактически созданные при тех или иных министерствах и  ведомствах, имели условное деление на «ведомственные» и «добровольные».
Ведомственными спортивными обществами в СССР считались два общества, созданные при «силовых ведомствах», функционировавшие и финансировавшиеся в рамках существующей в указанных ведомствах административной структуры и бюджетного финансирования:
- «Динамо» (первоначально оно планировалось доступным для всех слоёв населения и называлось «Московское спортивно-пролетарское общество "Динамо"», но позднее оно превратилось в ведомственное общество Министерство внутренних дел СССР, ранее также объединявшее сотрудников органов НКВД СССР, НКГБ СССР, МГБ СССР, ОГПУ, по Уставу 1939 года именовалось «Всесоюзное физкультурно-спортивное ордена Ленина общество "Динамо"»).[33]
- Физкультурно-спортивное объединение Вооружённых сил[34] СССР (Министерство обороны СССР) — хотя оно и они не имело статуса спортивного общества, но в него входила целая сеть спортивных клубов, объединённых по ведомственному признаку:
  - Центральный спортивный клуб Армии (ЦСКА) — являлся крупнейшим спортивным клубом при Министерстве обороны СССР[34] (и, в дальнейшем, России);
  - Центральный спортивный клуб Военно-морского флота (ЦСК ВМФ);[35]
  - Центральный спортивный клуб Военно-воздушных сил (ЦСК ВВС);[35]
  - Спортивные клубы армии (СКА)[35][36].

Спортивные общества, также созданные по отраслевому принципу при прочих министерствах и ведомствах считались «добровольными» и имели в своём полном наименовании формулировку «добровольное спортивное общество» (или кратко «ДСО»), т. к. они создавались и функционировали не непосредственно в рамках самих министерств и ведомств, а при тех или иных профессиональных союзах (или объединениях профсоюзов) и финансировались за счёт средств профсоюзов, а также за счёт членских взносов членов ДСО.

### Добровольные спортивные общества
Спортивные общества в СССР начали создаваться в середине 1930-х годов. Первичными организациями ДСО являлись коллективы физической культуры на предприятиях, в учреждениях, колхозах, совхозах, учебных заведениях и др., а также спортивные клубы.
В 1936—1938 гг. были созданы ДСО в профсоюзах, а также всесоюзное спортивное общество «Урожай», объединявшее работников государственного сектора в сельском хозяйстве (МТС, совхозы и т.д.), потребительской кооперации, сельской интеллигенции, а также студентов и учащихся средних сельскохозяйственных учебных заведений; в 1943 г. физкультурники школ ФЗО и ремесленных училищ были объединены в общество «Трудовые резервы»
В 1950-х годах организованы сельскохозяйственные ДСО в союзных республиках.
В октябре 1957 г. президиум ВЦСПС принял решение об очередной реорганизации — переходу от отраслевого к территориальному принципу построения ДСО, тогда же было создано ДСО «Труд» РСФСР, вобравшее в себя несколько отраслевых ДСО. То же произошло в других республиках.
Затем спортивные общества несколько раз «укрупнялись» (сливались в более крупные).
К началу 1970-х годов сложилась следующая система спортивных обществ. На 1 января 1970 действовало 114 000 первичных организаций ДСО, в том числе 105 000 профсоюзных. ДСО имели 1350 детско-юношеских спортивных школ, многочисленные группы совершенствования спортивного мастерства, клубы по видам спорта и др., занятия в которых вели 50 000 тренеров. ДСО совместно с профсоюзными организациями, предприятиями, колхозами и др. осуществляли строительство спортивных сооружений. В 1970 году ДСО имели 2490 стадионов, 59 тыс. футбольных полей, 14,4 тыс. комплексных спортплощадок, 10,2 тыс. спортивно-гимнастических залов, 950 искусственных бассейнов, около 270 тыс. площадок для спортивных игр.
К 1970-м годам существовали: 
- 6 всесоюзных отраслевых ДСО, действующих по производственно-отраслевому принципу[38]:
  - «Спартак» (1935) — объединял членов промысловой кооперации, а с 1960 — и работников местной промышленности, коммунального хозяйства, связи, автотранспорта и шоссейных дорог, геологоразведки, культуры, государственных учреждений, авиации, медицины, государственной торговли, просвещения, пищевой промышленности;
  - «Локомотив» (1936) — членов профсоюза рабочих железнодорожного транспорта;
  - «Водник» (1938) — членов профсоюза рабочих морского и речного флота;
  - «Трудовые резервы» (1943) — учащихся учебных заведений и работников профтехобразования;
  - «Буревестник» (1957) — студентов, профессорско-преподавательский состав и сотрудников ВУЗов;
  - «Зенит» (1967) — работников ряда отраслей машиностроительной промышленности СССР;

В 1982 г. было создано два всесоюзных ДСО: профсоюзное «Труд» и сельское «Урожай», которые объединили соответствующие республиканские ДСО.
В 1986 г. было создано объединённое Всесоюзное добровольное физкультурно-спортивное общество (ВДФСО) профсоюзов, куда вошли ДСО «Спартак», «Зенит», «Буревестник», «Трудовые резервы», «Водник», «Локомотив», «Труд» и «Урожай».
Каждое общество имело флаг, эмблему, спортивную форму, нагрудный знак. Руководство профсоюзными спортивными обществами осуществлял Всесоюзный совет ДСО профсоюзов. Совет организовывал соревнования между спортивными обществами, спартакиады профсоюзов СССР, физкультурные праздники, учебно-тренировочные сборы; обеспечивал участие ДСО во всесоюзных и международных первенствах и чемпионатах.
При Совете были созданы федерации по видам спорта, тренерские советы, коллегии судей и др. Деятельность Всесоюзного совета направлялась и финансировалась ВЦСПС.

#### Всесоюзные ДСО
- «Авангард» (профсоюз рабочих тяжёлого машиностроения и, позднее, также работники транспорта)[39]
- «Автомотор» (шофёры Юга СССР)[40]
- «Азот» (работники азотно-туковой промышленности)
- «Большевик» (работники политпросветучреждений)[41]
- «Бумажник» (работники бумажной промышленности)
- «Буревестник» (студенты и преподаватели вузов)
- «Водник» (работники водного транспорта)
- «Горняк» (первоначально работники предприятий горно-рудной промышленности, позднее дополнено работниками предприятий добычи и обработки цветных металлов[42])
- «Дзержинец» (профсоюз рабочих транспортного машиностроения)
- «Динамо» (работники отдела внутренних дел и госбезопасности)
- «Зенит» (работники некоторых высокотехнологичных отраслей промышленности)
- «Искра» (работники предприятий обработки цветных металлов)[42]
- «Искусство» (работники искусства)[41]
- «Каучук» (работники резиново-каучуковой промышленности)
- «Колос» (работники совхозов и районных МТС)
- «Коммунар» (профсоюз рабочий совхоза и МТС)
- «Консервщик» (профсоюз консервной промышленности)
- «Красная звезда» (работники лесозаготовительной, бумажной, мебельной музыкальной, фанерно-спичечной промышленности)
- «Красное знамя» (профсоюз хлопчатобумажников)
- «Красный кондитер»
- «Крылья Советов» (работники авиационной промышленности)
- «Локомотив» (работники железнодорожного транспорта)
- «Машиностроитель» (профсоюз рабочих среднего машиностроения)
- «Медик» (профсоюз медицинских работников)
- «Металлист» (профсоюз метизной промышленности)
- «Металлург» (профсоюз металлургической промышленности)
- «Молния» (профсоюз работников связи)
- «Монолит» (профсоюз лакокрасочной промышленности)
- «Мотор» (профсоюз трамвайщиков)
- «Мукомол» (профсоюз работников мукомольной промышленности)[43]
- «Октябрь» (профсоюз работников госучреждений)
- «Основа» (работники хлопчатобумажной промышленности)
- «Пищевик» (работники хлебопекарной, рыбной, табачной, пивоваренной промышленности)
- «Пламя» (профсоюз швейников)
- «Полиграфист» (работники полиграфической промышленности севера СССР)[41]
- «Правда» (работники полиграфической промышленности центра и юга СССР)[41]
- «Прибой» (профсоюз рыбной промышленности)
- «Пролетарская победа» (профсоюз работников обувной промышленности)
- «Рекорд» (профсоюз работников госпредприятий)
- «Родина» (профсоюз станкостроительной промышленности)
- «Рот Фронт» (профсоюз среднего машиностроения)
- «Руда» (работники железорудной промышленности)
- «Салют» (работники станкостроительной промышленности)
- «Самолёт» (работники гражданского воздушного флота)[41]
- «Сельмаш» (работники сельскохозяйственного машиностроения)
- Смена (учащихся школ и педагогических училищ Наркомпроса)[44][45]
- «Снайпер» (работники точного машиностроения)
- «Спартак» (работники сферы услуг, культуры)
- «Сталинец» (профсоюз электромашиностроения)
- «Сталь» (профсоюз металлургической промышленности)
- «Старт» (общество шоферов Москвы и Ленинграда)
- «Стрела» (профсоюз строителей метро)
- «Строитель» (профсоюз строителей тяжелой промышленности)
- «Cудостроитель» (профсоюз рабочих судостроительной промышленности)
- «Темп»
- «Товарищ» (профсоюз работников госучреждений)
- «Торпедо» (работники автомобильной промышленности)
- «Трактор» (работники тракторной промышленности)
- «Труд»
- «Трудовые резервы» (учащиеся ПТУ и техникумов)
- «Учитель» (профсоюз работников начальных и средних школ)
- «Урожай» (работники госсектора в сельском хозяйстве /МТС, совхозы и т.д./, потребительской кооперации, сельской интеллигенции, а также учащиеся средних сельскохозяйственных учебных заведений)[37]
- «Химик» (профсоюз химической промышленности)
- «Цветные металлы» (рабочие предприятий цветной металлургии[46] и добычи цветных металлов[42])
- «ЦС ФИС» (работники министерства атомной промышленности)
- «Шахтёр» (профсоюз шахтёрской промышленности)
- «Шерстяник» (профсоюз шерстяной промышленности)
- «Юность» (профсоюз шерстяной промышленности)

#### Республиканские ДСО
Всего в СССР было создано 30 республиканских ДСО, по 2 на каждую союзную республику, одно объединяло работников промышленности, второе — жителей села:
| Союзная республика СССР | ДСО работников промышленности | ДСО работников сельского хозйства |
| ----------------------- | ----------------------------- | --------------------------------- |
| РСФСР                   | «Труд»                        | «Колхозник»                       |
| Украинская ССР          | «Авангард»                    | «Колос»                           |
| Белорусская ССР         | «Красное знамя»               | «Урожай»                          |
| Казахская ССР           | «Енбек» (Труд)                | «Кайрат»                          |
| Узбекская ССР           | «Мехнат» (Труд)               | «Пахтакор» (Хлопкороб)            |
| Киргизская ССР          | «Алга» (Вперёд)               | «Колхозчу»                        |
| Туркменская ССР         | «Захмет» (Труд)               | «Колхозчи»                        |
| Армянская ССР           | «Ашхатанк» (Труд)             | «Севан»                           |
| Таджикская ССР          | «Таджикистан»                 | «Хосилот» (Урожай)                |
| Азербайджанская ССР     | «Нефтчи» (Нефтяник)           | «Мэхсул» (Урожай)                 |
| Грузинская ССР          | «Гантиади» (Рассвет)          | «Колмеурне» (Колхозник)           |
| Молдавская ССР          | «Молдова»                     | «Колхозникул»                     |
| Латвийская ССР          | «Даугава»                     | «Варпа» (Колос)                   |
| Литовская ССР           | «Жальгирис» (Зелёный лес)     | «Нямунас» (Неман)                 |
| Эстонская ССР           | «Калев»                       | «Йыуд» (Сила)                     |

В 1982 году все республиканские ДСО были объединены в 2 всесоюзных, получивших название «Труд» и «Урожай».

## Виды спорта

### Массовые виды спорта
- Баскетбол в СССР
- Волейбол в СССР
- Футбол в СССР
- Шахматы в СССР

Хоккей:
- Хоккей с шайбой в СССР
- Хоккей с мячом в СССР

### Боевые искусства
В советское время было не очень просто заниматься единоборствами. Общедоступными видами единоборств в СССР традиционно были бокс, дзюдо и спортивная борьба. Рукопашный бой, карате и другие прикладные единоборства изучались только в милиции, КГБ, элитных подразделениях СА и не были доступны обычному советскому гражданину. Хотя в 1978 году была открыта Федерация спортивного карате, в 1984 её закрыли, так как выходцы из секций карате весьма часто оказывались замешанными в организованном криминале. Эта тема даже находила отражение в советском кинематографе (см. первая часть фильма «Фанат» с Алексеем Серебряковым в главной роли).
Боевого самбо до 1947 года не существовало по той причине, что самбо было одним целым и не разделялось на боевой и спортивный разделы. Разделение произошло с целью легализации и массового распространения хотя бы спортивной части этого вида борьбы.
В СССР строго следили за моральным обликом боксёров и борцов. Замеченный в уличных драках спортсмен лишался возможности заниматься этим спортом дальше. Разумеется, каждый отдельный случай разбирался и самооборона отделялась от простой драки.

### Прочие виды спорта
- Городки
- Культуризм
- Пионербол

См. также: Категория:Спорт в СССР по годам

## Организации
- Комитет по физической культуре и спорту при Совете Министров СССР (Спорткомитет СССР)
- Физкультура и спорт (издательство)

## Подготовка резервов
- Детско-юношеская спортивная школа (ДЮСШ)
- Трудовые резервы (спортивное общество) (школьники)
- Буревестник (спортивное общество) (студенты)

## Массовая физкультура и спорт
Организованные занятия физкультурой и спортом проводились в двух основных направлениях — обязательном и добровольном. К обязательным занятиям привлекаются все учащиеся общеобразовательных школ, профессионально-технических, средних специальных и высших учебных заведений, личный состав Вооружённых Сил СССР, милиции и некоторых других организаций.
- Любительский спорт
- Производственная гимнастика

## Периодические спортивные издания в СССР
- Советский спорт (газета)

## Комментарии
1. ↑  В 1929 году Люцернский спортивный интернационал преобразован в Социалистический рабочий спортивный интернационал.
2. ↑  В переводе с казахского — энергия, сила, мощь, упорство.
3. ↑  В честь одноимённого озера — Севан.
4. ↑  В честь одноимённой реки — Даугава.
5. ↑  В буквальном переводе на русский слово «Жальгирис» означает «зелёный лес». Название дано в честь победы литовцев, белорусов и поляков над Тевтонским орденом в битве при Грюнвальде (лит. Žalgirio mūšis) в 1410 году[48].
6. ↑  В честь одноимённой реки — Нямунас (лит. Nemunas) по-литовски Неман.
7. ↑  В честь героя эстонской мифологии — легендарного богатыря-великана Калева.